# Lewis Wallace
Pour les articles homonymes, voir Lewis et Wallace.
Lewis Wallace, dit Lew Wallace, né aux États-Unis le 10 avril 1827 à Brookville dans l'Indiana et mort le 15 février 1905 à Crawfordsville (Indiana), a exercé plusieurs professions : avocat, juriste, diplomate, général de l'Armée de l'Union lors de la guerre de Sécession, gouverneur du territoire du Nouveau-Mexique de 1878 à 1881. De 1881 à 1885, il est ambassadeur des États-Unis dans l'Empire ottoman. Il est célèbre en tant qu'auteur du roman historique Ben-Hur, publié en 1880.

## Biographie
Lewis Wallace naît à Brookville dans l'Indiana le 10 avril 1827. Avant celle d'écrivain à succès, il connaît plusieurs vies, exerçant les professions d'avocat, juriste, diplomate, général de l'Armée de l'Union lors de la guerre de Sécession, gouverneur du Nouveau-Mexique de 1878 à 1881 puis, en 1881, ambassadeur en Turquie.
En tant que gouverneur du territoire du Nouveau-Mexique, il s'oppose au fameux bandit Billy the Kid dont il met la tête à prix à 500 dollars,,.
Passionné de littérature, il est également écrivain et devient célèbre pour son roman historique Ben-Hur, publié en 1880 et qui, en 1900, devient aux États-Unis le livre le plus vendu du XIXe siècle, devançant La Case de l'oncle Tom de Harriet Beecher Stowe,.
Le 15 février 1905, Lewis Wallace meurt à Crawfordsville (Indiana) à l'âge de 77 ans.

## Œuvre
- The Fair God (Le Dieu Juste); or, The Last of the 'Tzins: A Tale of the Conquest of Mexico, Boston : James R. Osgood and Company, 1873.
- Commodus: An Historical Play, Crawfordsville, publié à titre privé, 1876 (révisé et réimprimé la même année).
- Ben-Hur: A Tale of the Christ, New York : Harper & Brothers, 1880.
- The Boyhood of Christ, New York : Harper & Brothers, 1888.
- Life of Gen. Ben Harrison (lié à Life of Hon. Levi P. Morton de George Alfred Townsend), Cleveland : N. G. Hamilton & Co., Publishers, 1888.
- Life of Gen. Ben Harrison, Philadelphie : Hubbard Brothers, Publishers, 1888.
- Life and Public Serives of Hon. Benjmain Harrison, President of the U.S. With a Concise Biographical Sketch of Hon. Whitelaw Reid, Ex-Minister to France (by Murat Halstad), Philadelphie : Edgewood Publishing Co., 1892.
- The Prince of India; or, Why Constantinople Fell, New York : Harper & Brothers Publishers, 1893. 2 volumes
- The Wooing of Malkatoon [and] Commodus, New York : Harper and Brothers Publishers, 1898.
- Lew Wallace: An Autobiography, New York : Harper & Brothers Publishers, 1906. 2 volumes.